# Лісар (дегестан)
Лісар (перс. لیسار) — дегестан в Ірані, у бахші Карґан-Руд, в шагрестані Талеш остану Ґілян. За даними перепису 2006 року, його населення становило 8710 осіб, які проживали у складі 2101 сімей.

## Населені пункти
До складу дегестану входять такі населені пункти:
- Аґарі-Буджак
- Амір-Бейґлу
- Бенун
- Борун-е-Бала
- Борун-е-Паїн
- Гаре-Дешт
- Ґоль
- Гомасар
- Гуніш
- Даван
- Зормі
- Калье-Бін
- Калье-Бін-Юрді
- Калье-Душ
- Лапака-Садек
- Латан-Парат
- Мар'ям-Ґольшан
- Махмудабад
- Машґаді
- Намазі-Махале
- Нумандан
- Пей-Сара
- Сеєдлар
- Сіях-Джафар
- Сіях-Кат
- Тахте
- Утар